# Force India VJM11
De Force India VJM11 is een Formule 1-auto die gebruikt wordt door de teams Force India en Racing Point Force India in het seizoen 2018.

## Onthulling
Op 26 februari 2018 presenteerde Force India hun nieuwe auto door middel van een livestream op het internet. De auto wordt bestuurd door de Mexicaan Sergio Pérez, die zijn vijfde seizoen met het team ingaat, en de Fransman Esteban Ocon die zijn tweede seizoen bij het team rijdt. 

## Resultaten
| Kleur  | Resultaat                              |
| ------ | -------------------------------------- |
| Goud   | Winnaar                                |
| Zilver | Tweede plaats                          |
| Brons  | Derde plaats                           |
| Groen  | Gefinisht (punten behaald)             |
| Blauw  | Gefinisht (geen punten behaald)        |
| Blauw  | Niet geklasseerd (NC)                  |
| Paars  | Uitgevallen (DNF)                      |
| Rood   | Niet gekwalificeerd (DNQ)              |
| Zwart  | Gediskwalificeerd (DSQ)                |
| Wit    | Niet gestart (DNS)                     |
| Blanco | Gewond (INJ)                           |
| Blanco | Uitgesloten (EX)                       |
| Blanco | Teruggetrokken (WD) / Niet deelgenomen |
| P      | Poleposition                           |
| S      | Snelste ronde                          |

| Jaar | Chassis           | Motor       | Banden | Coureurs     | 1   | 2   | 3   | 4   | 5   | 6   | 7   | 8   | 9   | 10  | 11  | 12  | 13  | 14  | 15  | 16  | 17  | 18  | 19  | 20  | 21  | Punten | WK-plaats |
| ---- | ----------------- | ----------- | ------ | ------------ | --- | --- | --- | --- | --- | --- | --- | --- | --- | --- | --- | --- | --- | --- | --- | --- | --- | --- | --- | --- | --- | ------ | --------- |
| 2018 | Force India VJM11 | Mercedes V6 | P      |              | AUS | BHR | CHN | AZE | SPA | MON | CAN | FRA | OOS | GBR | DUI | HON | BEL | ITA | SIN | RUS | JPN | VST | MEX | BRA | ABU | 59‡    | EX‡       |
| 2018 | Force India VJM11 | Mercedes V6 | P      | Sergio Pérez | 11  | 16  | 12  | 3   | 9   | 12  | 14  | DNF | 7   | 10  | 7   | 14  |     |     |     |     |     |     |     |     |     | 59‡    | EX‡       |
| 2018 | Force India VJM11 | Mercedes V6 | P      | Esteban Ocon | 12  | 10  | 11  | DNF | DNF | 6   | 9   | DNF | 6   | 7   | 8   | 13  |     |     |     |     |     |     |     |     |     | 59‡    | EX‡       |
| 2018 | Force India VJM11 | Mercedes V6 | P      | Sergio Pérez |     |     |     |     |     |     |     |     |     |     |     |     | 5   | 7   | 17  | 10  | 7   | 8   | DNF | 10  | 8   | 52     | 7         |
| 2018 | Force India VJM11 | Mercedes V6 | P      | Esteban Ocon |     |     |     |     |     |     |     |     |     |     |     |     | 6   | 6   | DNF | 9   | 9   | DSQ | 11  | 14  | DNF | 52     | 7         |
| Jaar | Chassis           | Motor       | Banden | Coureurs     | 1   | 2   | 3   | 4   | 5   | 6   | 7   | 8   | 9   | 10  | 11  | 12  | 13  | 14  | 15  | 16  | 17  | 18  | 19  | 20  | 21  | Punten | WK-plaats |

‡ Als gevolg van een overname van het team van Force India en een daarbij behorende naamswijziging is het team alle punten tot de Grand Prix van Hongarije kwijtgeraakt. Vanaf de Grand Prix van België worden alle gescoorde punten toegekend aan een nieuwe inschrijving van het team onder de naam "Racing Point Force India".
Ferrari SF71H ·
Force India VJM11 ·
Haas VF-18 ·
McLaren MCL33 ·
Mercedes F1 W09 EQ Power+ ·
Red Bull Racing RB14 ·
Renault R.S.18 ·
Sauber C37 ·
Toro Rosso STR13 ·
Williams FW41